# 龚师胜
龚师胜，直隶庐龙人，清朝政治人物。
直隶鄉試中舉。乾隆十二年（1748年）至乾隆十四年（1750年），擔任利川知县。